# Lucio Emilio Papo
Lucio Emilio Papo  fue un político y militar de la República romana, miembro de la gens Emilia, de la familia de los Emilios Papos. Dirigió a los romanos en su victoria contra los galos en la batalla de Telamón en 225 a. C.
Descendiente, al parecer, de Quinto Emilio Papo, que había sido cónsul en dos ocasiones y censor en una, él mismo llegó a ocupar el consulado en 225 a. C. con Cayo Atilio Régulo.
Este fue el año de la gran guerra en la Galia Cisalpina. Los galos cisalpinos, que habían dado muestras de hostilidad los últimos años, se unieron ahora con sus hermanos del otro lado de los Alpes, y se prepararon para invadir Italia.
La conducción de esta guerra fue asignada a Emilio Papo, mientras que su colega Régulo fue enviado contra Cerdeña, que se había rebelado últimamente. Emilio se colocó cerca de Ariminum, actual Rímini, por el camino que conduce a Italia por Umbría y otro ejército romano fue apostado en Etruria, bajo el mando de un pretor.
Los galos marcharon hábilmente entre los dos ejércitos hasta el corazón de Etruria, que asolaron en todas direcciones. Derrotaron al pretor romano cuando él los alcanzó, sufriendo los romanos una derrota en la denominada batalla de Fiesole, y habría sido totalmente destruido su ejército, de no ser por la oportuna llegada de Emilio Papo.
Los galos se retiraron poco a poco ante el cónsul a su propio país, pero, en el curso de su marcha a lo largo de la costa de Liguria, se encontraron con el ejército del otro cónsul, quien acababa de desembarcar en Pisa, después de haber sido llamado desde Cerdeña. Así, en las cercanías de Telamón, colocados entre dos ejércitos consulares, se vieron obligados a luchar, y aunque tenían toda la desventaja de su lado, la batalla fue muy disputada. Uno de los cónsules, Régulo, cayó en el enfrentamiento, pero los galos fueron finalmente derrotados por completo con una gran masacre. Cuarenta mil de ellos se dice que fueron muertos y diez mil habrían sido hechos prisioneros, entre los cuales estaba uno de sus reyes, Concolitano.
Tras la batalla, Papo marchó con el ejército hacia Liguria e invadió el territorio de los boios, para realizar acciones punitivas contra los pueblos rebeldes. Tras estos hechos recibió en Roma el honor de un triunfo.
Fue censor en 220 a. C., dos años antes del estallido de la segunda guerra púnica, con Cayo Flaminio como colega. En el censo de ese año había 270 213 ciudadanos.
En 218 a. C. fue uno de los cinco hombres enviados en comisión a Cartago después del sitio de Sagunto por Aníbal, y en 216 a. C. fue uno de los triumviri nombrados por Roma para hacer frente a la falta de dinero causada por la segunda guerra púnica.